# 波多野清秀
波多野 清秀（はたの きよひで、嘉吉3年（1443年） - 永正元年7月24日（1504年9月2日））は、室町時代の武将。清秀に当たる人物の名を「秀長」とすることもあるが、一次史料にみられる波多野秀長は別の人物である。子に波多野元清、香西元盛、柳本賢治など。

## 生涯
清秀の没後、清秀の肖像に画賛を記した月舟寿桂によると、石見国の吉見氏の一族で18歳の時に上洛して細川勝元に仕えたという。
清秀は勝元の命で母方の波多野姓を名乗り、応仁の乱の戦功によって、勝元の子・政元から丹波国多紀郡を与えられた。
文明17年（1485年）には丹波守護代・上原元秀のもと、多紀郡の小守護代として活動している。また摂津方面にも勢力を伸ばし、摂津国野間荘時友郷の代官を務めた。
以後、波多野氏は丹波国に勢力を拡大させていく。
永正元年（1504年）に62歳で没した。